# Sistema multipartidista

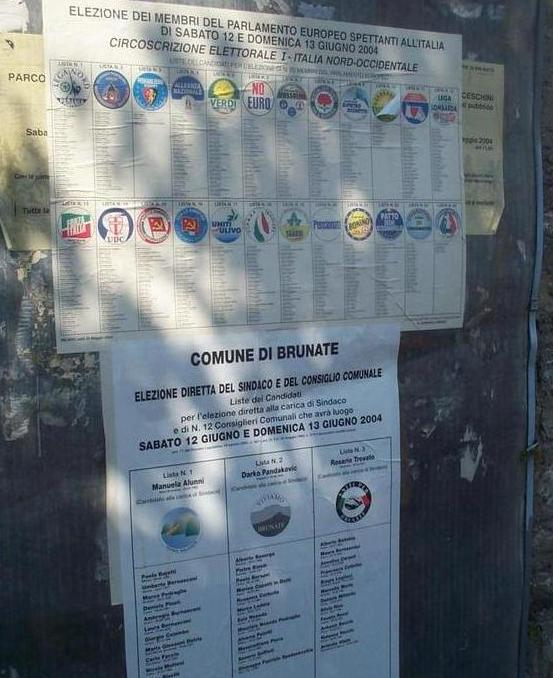
Afiche italiano que muestra los distintos partidos políticos en una elección al Parlamento Europeo

Un sistema multipartidista o sistema pluripartidista es en política, un sistema de partidos políticos en el que una gran cantidad de partidos políticos tiene la oportunidad de optar por el poder ejecutivo, así como el poder legislativo se encuentra dividido entre una gran cantidad de bancadas partidarias, en contraposición al bipartidismo (la hegemonía de dos partidos políticos), o el unipartidismo (la hegemonía de un solo partido político). 
Países con sistemas políticos multipartidistas hay muchos, como el caso de Argelia, Argentina, Finlandia, Francia, Italia, Portugal, Grecia, Chile, Guatemala, Ecuador, España, Honduras, Bolivia, México, Rusia, India y Japón. Así mismo, aunque tuvieron sistemas bipartidistas hasta hace poco, actualmente tienen un sistema multipartidista Brasil, Colombia, Costa Rica, Perú, Uruguay, Nicaragua y Venezuela.
Existen tres maneras de enfocar una democracia multipartidista y bipartidista:
- Bipartidismo: cuando dos partidos políticos de ideologías opuestas absorben la mayoría abrumadora de los votos, dejando espacio escaso a otros partidos. En este sistema, los partidos minoritarios suelen ser regionalistas o de ideologías extremistas. Los ejemplos más claros los encontramos en Estados Unidos (Demócratas y Republicanos).
- Polipartidismo: donde varios partidos políticos (de 4 a 8, normalmente) se reparten los escaños, estando obligados a realizar coaliciones u otras formas de alianzas para alcanzar el poder. Este sistema es quizá más realista en el sentido de expresar la ideología de los ciudadanos, pero trae consigo mayor riesgo de que ideologías antidemocráticas alcancen el gobierno. Algunos ejemplos son Alemania, Israel e Italia.
- Centrismo: Entre varios partidos políticos hay uno de centro que obtiene la mayoría de los votos, pero que generalmente ha de realizar coaliciones con el resto de partidos que adquieren más o menos votos según las tendencias del momento.

## Ola de Bipartidismo
Durante las reformas multipartidistas en todo el globo, varios regímenes se abrieron al multipartidismo,entre ellos la Guinea de Lansana Conté, el Guinea Bisáu de João Bernardo Vieira, Guinea Ecuatorial de Teodoro Obiang, Gabón de Omar Bongo, Angola de Jose Eduardo dos Santos,el Chad de Idriss Déby, Ruanda de Juvenal Habyarimana, el difunto Zaire de Mobutu Sese Seko.